# 上鉤 (大白鯊合唱團專輯)
| 評論得分             | 評論得分 |
| 來源                 | 評分     |
| -------------------- | -------- |
| AllMusic             | [ 1 ]    |
| 《重金屬收藏家指南》 | 4/10     |

《上鉤》（英語：Hooked）是美國樂團大白鯊合唱團的第五張錄音室專輯，於1991年發行。雖然缺乏一支公認的熱門單曲，且不如前張專輯《...Twice Shy》成功，但它仍在《公告牌》二百强专辑榜上登上第18位。1991年4月，該專輯獲得了金唱片認證。原版專輯的封面是由著名的時尚攝影師約翰·斯卡帕蒂（John Scarpati）拍攝，其特色是一個裸體的女模特兒被一根大鉤子懸掛在海面上。公司認為封面不妥，便讓設計師休·賽姆將其改成了和諧的版本。和諧的版本上的模特兒大部分的身體沉入海中，只看得見她的手和頭部。
《上鉤》為貝斯手東尼·莫塔納（Tony Montana）的最後一張專輯作品。

## 外部連結
- John Scarpati Official Website（页面存档备份，存于）